# 第二次岳州戰鬥
岳州戰鬥發生於1926年4月19－23日，地點則是在中國湖北。是北洋政府時期內戰之一，交戰兩方為吳佩孚之葉開部及唐生智軍。